# 玫花豆腐柴
玫花豆腐柴（学名：Premna punicea），为马鞭草科豆腐柴属下的一个植物种。